# Dawid Waloski
Dawid Waloski (ur. 29 maja 1992 w Mikołowie) – polski lekkoatleta specjalizujący się w biegach średnich.
Zawodnik klubów: Energetyk Jaworzno (2008-2012), WKS Wawel Kraków (2012-2017) i MCKiS Jaworzno (2017-obecnie).

Osiągnięcia sportowe:
Złoty medalista Ogólnopolskiej Olimpiady Młodzieży w Krakowie (2009). Złoty medalista halowych mistrzostw Polski seniorów w Toruniu (2015) oraz brązowy halowych mistrzostw Polski w Sopocie (2014).  
Brązowy medalista mistrzostw Polski w biegu na 1500 metrów (2014) na otwartym stadionie. Ponadto młodzieżowy wicemistrz Polski w biegu na 1500 metrów oraz brązowy medalista na 800 metrów (2014) w Inowrocławiu.
Reprezentant Polski U-23 w meczu CZE-POL-SLO-HUN, który odbył się 12 lipca 2014 roku w Ostrawie

Wybrane rekordy życiowe: 800 metrów - 1:49,56 (2014), 1500 metrów - 3:43,85 (2014)